# Empire nomade
 (octobre 2020).
Le contenu est difficilement compréhensible vu les erreurs de traduction, qui sont peut-être dues à l'utilisation d'un logiciel de traduction automatique.
Pour les articles homonymes, voir L'Empire des steppes.

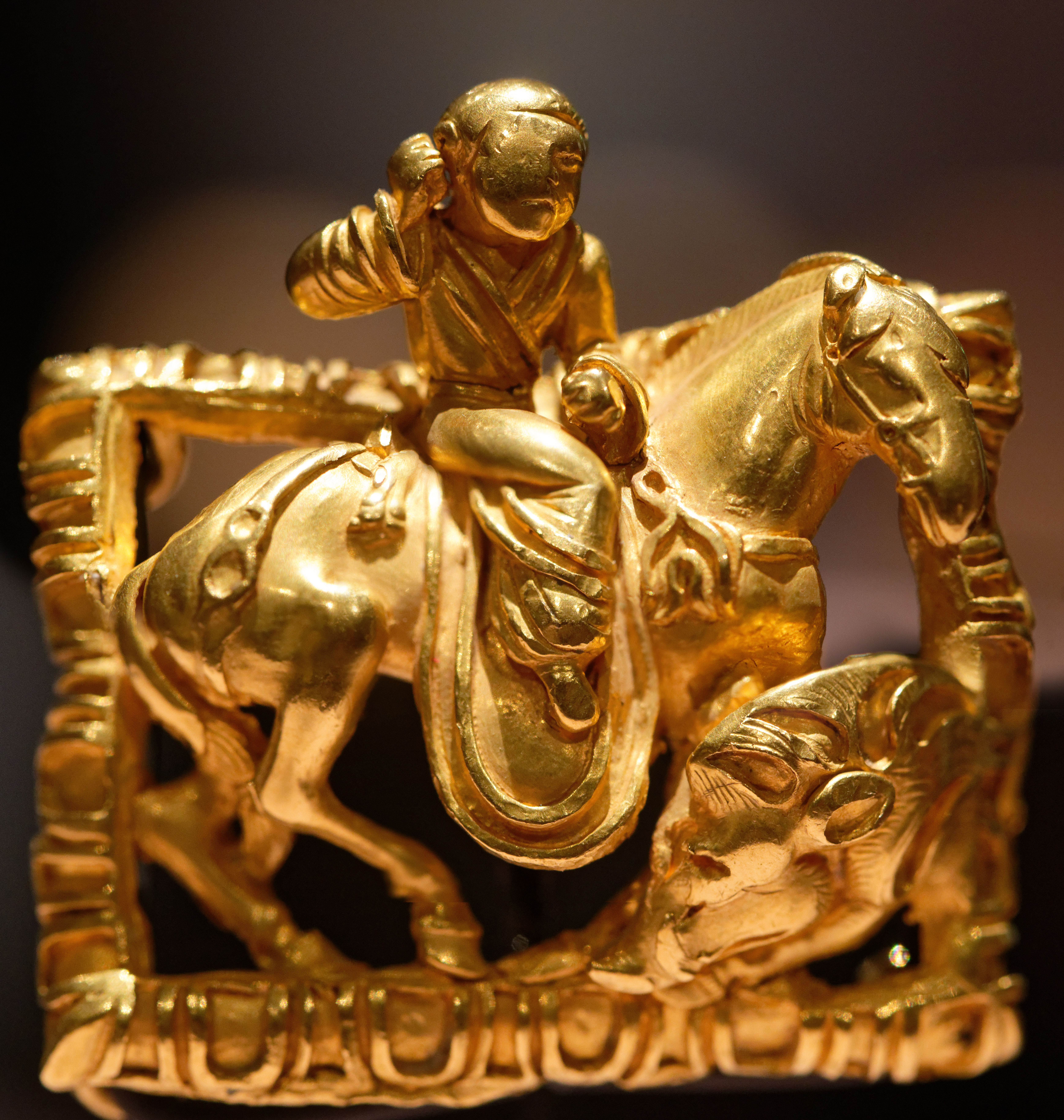
Boucle représentant une scène de chasse au sanglier, vers 200-100, probablement xiongnu, Saksanokhur (Tadjikistan), alors royaume gréco-bactrien

Les empires nomades, parfois aussi appelés empires des steppes, empires de la steppe, empires d'Asie centrale ou intérieure, sont les empires érigés par les peuples cavaliers (peuple nomades cavaliers maniant l'arc), de la steppe eurasienne, de l'Antiquité classique (Scythie) jusqu'au début de l'Époque moderne (Dzoungars). Ils sont l'exemple le plus marquant des systèmes politiques non sédentaires.
Certains empires nomades ont établi une capitale à l'intérieur d'un État sédentaire conquis puis ont exploité la bureaucratie et les ressources commerciales existantes de cet État sédentaire (non nomade). Ce motif se répétant, la dynastie nomade d'origine devient culturellement assimilée à la culture du pays occupé après qu'elle l'a renversé. Ibn Khaldoun décrit un cycle similaire à plus petite échelle, dans sa théorie Asabiyya. Un terme utilisé pour ces régimes au début de la période médiévale est khanat (d'après le mot khan, le titre de leurs dirigeants), et après les conquêtes mongoles aussi orda (horde) comme dans la Horde d'or.

## Antiquité

### Cimmériens
Les Cimmériens sont un ancien peuple indo-européen vivant au nord du Caucase et de la mer d'Azov, dès 1300 avant notre ère, jusqu'à ce qu'ils soient poussés vers le sud, en Anatolie, par les Scythes, au cours du VIIIe siècle av. J.-C. Linguistiquement, ils sont généralement considérés comme des Iraniens, ou, éventuellement comme des Thraces avec une classe dirigeante iranienne. Sa localisation est :
- la steppe pontique de la mer Caspienne : le sud de la Russie et de l'Ukraine jusqu'au VIIe siècle av. J.-C. ;
- la région du Nord du Caucase, y compris la Géorgie et l'Azerbaïdjan moderne ;
- l'Anatolie centrale, de l'Est et du Nord, 714-626 avant notre ère.

### Scythes

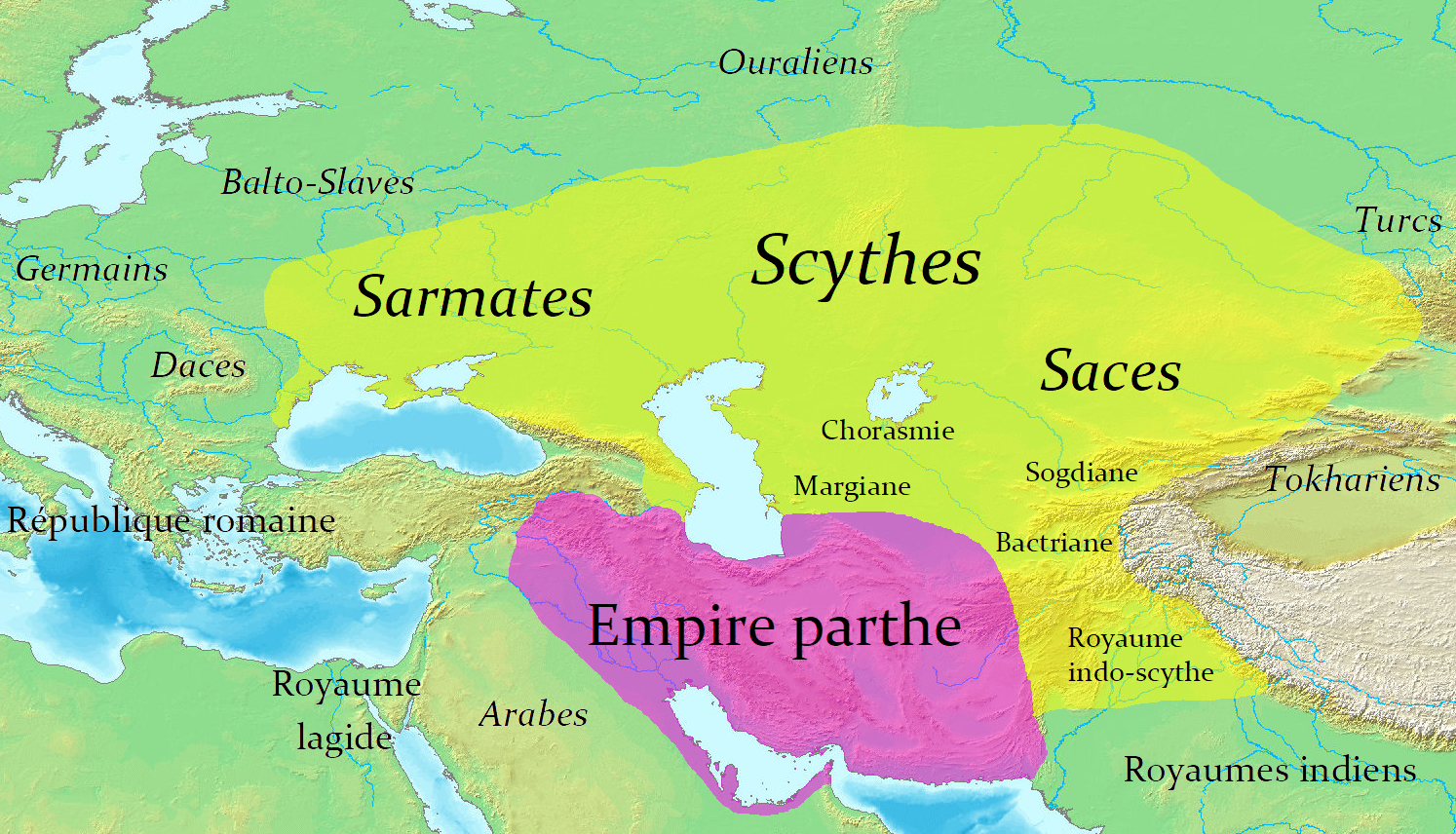
La Scythie vers -100.

Les Grecs anciens ont donné le nom de Scythia (ou Grande Scythie) à toutes les terres au nord-est de l'Europe et de la côte nord de la mer Noire. Les Scythes (en grec ancien Σκὐθαι, Skúthai) Scythe, Saka et Sacae, membre d'un peuple nomade, d'origine iranienne et de langue indo-européenne, sont connus dès le IXe siècle. Il a migré vers l'ouest de l'Asie centrale vers le sud de la Russie et l'Ukraine entre les VIIIe et VIIe siècles av. J.-C. Les Scythes ont fondé un empire riche et puissant centré sur ce qui est maintenant la Crimée. L'empire a survécu pendant plusieurs siècles avant de succomber aux Sarmates pendant la période allant du IVe au IIe siècle av. J.-C.. Les Scythes ont vécu leur apogée entre le VIIe siècle av. J.-C. et la fin de l'Antiquité.

### Sarmates
Les Sarmates (en latin : Sarmatæ ou Sauromatæ, grec : Σαρμάται, Σαυρομάται) ont été d'une grande confédération de peuple Iranien au cours de l'Antiquité classique,, s'épanouissant vers le VIe au IVe siècle av. J.-C.. Ils ont parlé Scythe, une langue indo-européenne de la famille des langues iraniennes orientales. Selon les auteurs Arrowsmith, Fellowes et Graves Hansard dans leur livre A Grammar of Ancient Geography publié en 1832, Sarmatia avait deux parties, Sarmatia Europea et Sarmatia Asiatica, couvrant une superficie totale de 1 302 764 km2.

### Xiongnu

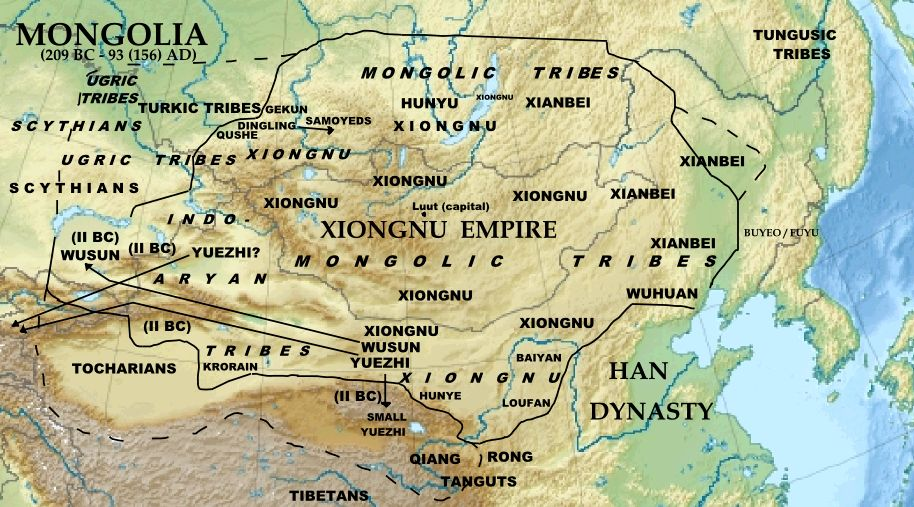
Empire xiongnu.

Les Xiongnu étaient une confédération de tribus nomades de l'Asie centrale avec une classe dirigeante d'origine inconnue et d'autres tribus assujetties. Ils vivaient sur le plateau mongol entre le IIIe siècle av. J.-C. et 460 apr. J.-C., leurs territoires comprenaient la Mongolie actuelle, le Sud de la Sibérie, l'Ouest de la Mandchourie et des provinces de la Chine moderne, la Mongolie-Intérieure, le Gansu et le Xinjiang. Les Xiongnu ont été le premier Empire unifié des peuples nomades. Les relations entre les premières dynasties chinoises et les Xiongnu étaient compliquées et impliquaient des conflits armés, des échanges de tributs, des échanges commerciaux, et des traités par mariage. Ils étaient considérés comme dangereux et déstabilisants, si bien que la Dynastie Qin ordonna la construction de la Grande Muraille pour protéger la Chine de ses attaques.

### Empire kouchan
L'Empire kouchan (Bactriane : Κυϸανο, Kushano ; Sanskrit : कुषाण राजवंश Kuṣāṇ Rājavaṃśa ; BHS : Guṣāṇa-vaṃśa ; Parthe : 𐭊𐭅𐭔𐭍 𐭇𐭔𐭕𐭓 Kušan-xšaθr) était un empire syncrétique, formé par les Yuezhis dans territoires de la Bactriane au début du Ier siècle. Il s'étend pour englober une grande partie de l'Afghanistan, puis les parties septentrionales du sous-continent indien au moins jusqu'à Saketa et Sarnath près de Varanasi (Benares), où des inscriptions ont été trouvées datant de l'époque de l'empereur Kushan Kanishka le Grand.

### Xianbei

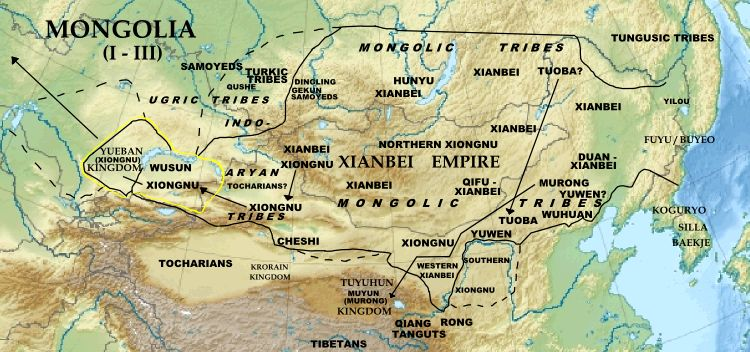
Empire Xianbei.

L’État ou la confédération Xianbei est un empire nomade qui a existé dans la Mongolie moderne, la Mongolie-Intérieure, le nord du Xinjiang, le Nord-Est de la Chine, le Gansu, la Bouriatie, le Kraï de Transbaïkalie, l'Oblast d'Irkoutsk, le Touva, la république de l'Altaï et de l'est du Kazakhstan à partir de 156-234 apr. J.-C. Comme la plupart des anciens peuples connus par le biais de l'historiographie chinoise, la composition ethnique de la Xianbei n'est pas claire. Les Xianbei étaient une branche Nord de la version de Donghu et il est probable qu'au moins certains étaient proto-Mongols.

### Empire hephthalite
Les Hephthalites, Ephthalites, Ye-tai, Huns Blanc, ou, en Sanskrit, le Sveta Huna, étaient une confédération de nomades et de sédentaires d'Asie Centrale, qui ont élargi leur domaine vers l'ouest au Ve siècle. À l'apogée de sa puissance, dans la première moitié du VIe siècle, l'Empire Hephthalite contrôlait un territoire couvrant les actuels Afghanistan, Turkménistan, Ouzbékistan, Tadjikistan, Kirghizistan, Kazakhstan, Pakistan, Inde et Chine,.
La Scythie (ˈsɪθjeə ; grec ancien : Σκυθική) est une région d'Eurasie centrale dans l'Antiquité classique, occupée par l'Orient Iranien Scythes,,, qui comprenait des parties de l'Europe orientale à l'est de la Vistule et de l'Asie centrale, avec l'est de la bords de la région vaguement défini par les Grecs.
[réf. nécessaire] Les Grecs ont donné le nom de la Scythie (ou de la Grande Scythie) de toutes les terres au nord-est de l'Europe et de la côte nord de la mer Noire. Les Scythes – le nom Grecs de cette initialement nomades personnes habitées par la Scythie, au moins à partir du XIe siècle av. J.-C. au IIe siècle apr. J.-C..

### Empire hunnique

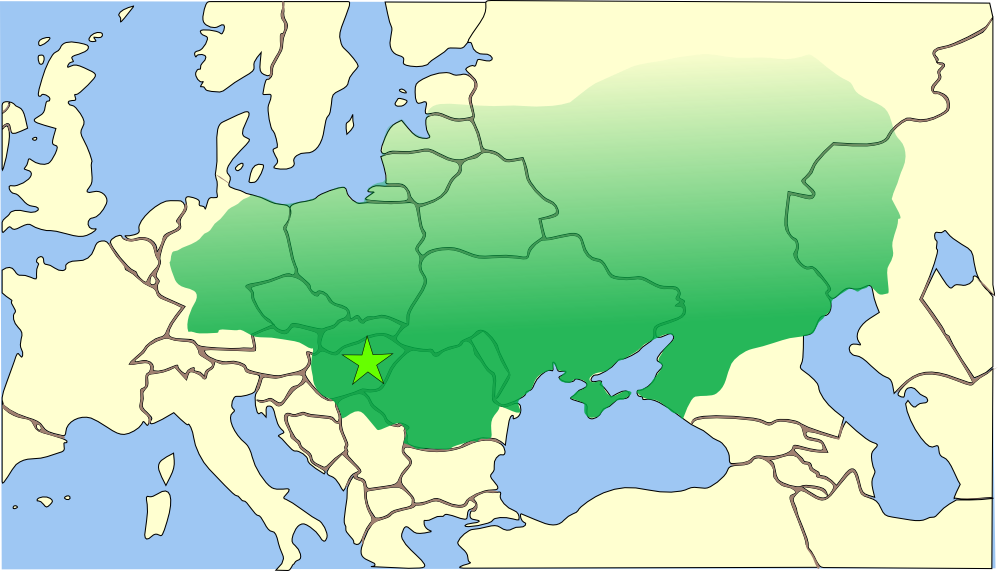
Empire hunnique, à son apogée sous Attila.

Les Huns étaient une confédération de tribus eurasiennes, des steppes de l'Asie centrale. Apparaissant au-delà de la rivière Volga quelques années, après le milieu du IVe siècle, ils conquièrent l'ensemble de l'Europe de l'Est, s'arrêtant à la frontière de l'Empire romain dans le sud, et s'avançant loin dans l'actuelle Allemagne du nord. Leur apparition en Europe a apporté avec elle de grands bouleversements ethniques et politiques et pourrait avoir stimulé les Grandes Migrations. L'empire a atteint sa taille maximale sous Attila entre 447 et 453.

## Expansion turco-mongole

### Rouran

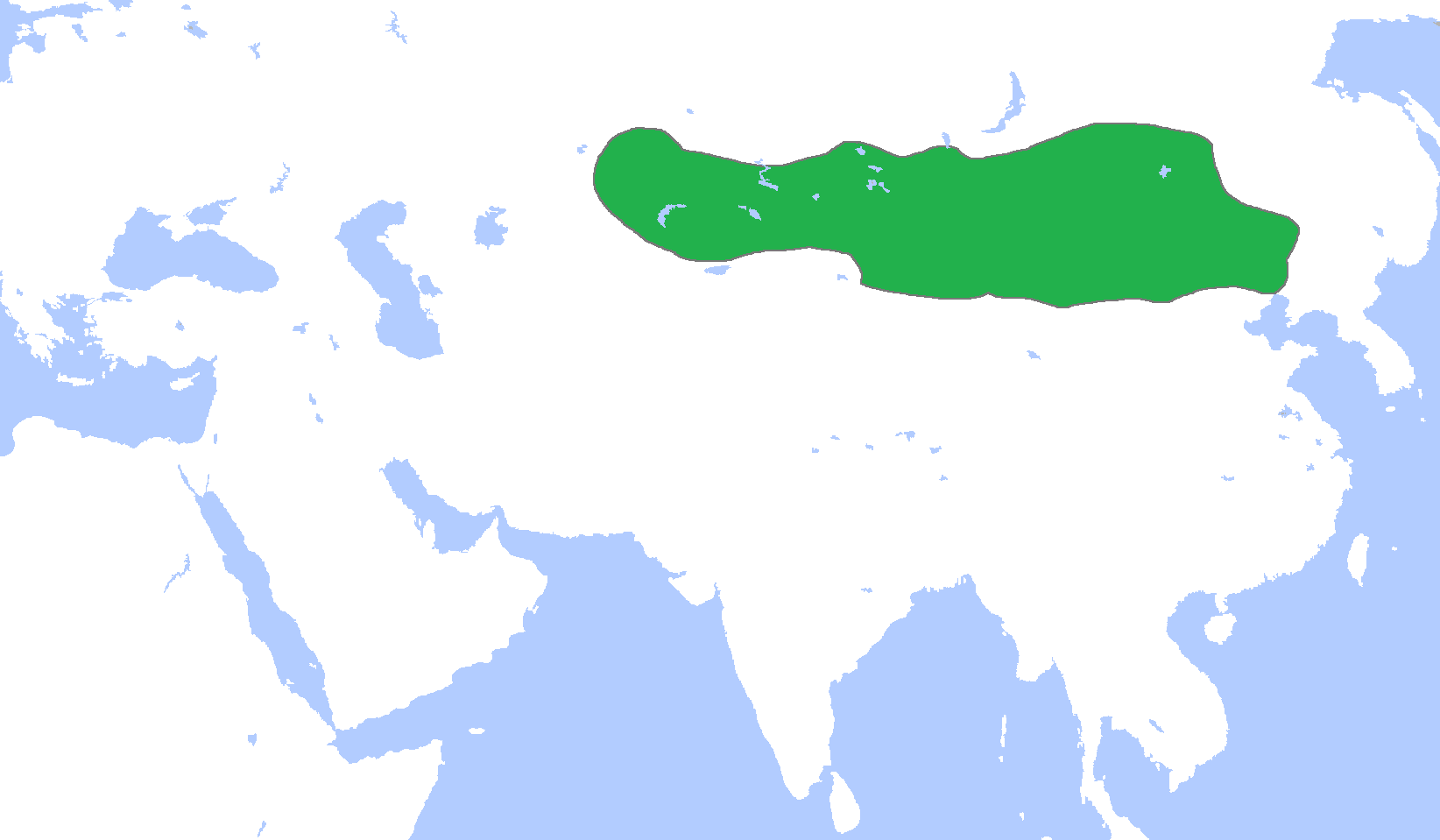
Le Rouran Khanat, ca. 500 EC.

Le Rouran (chinois : 柔然), Ruanruan (chinois : 蠕蠕), ou Ruru (chinois : 茹茹) étaient une confédération de tribus nomades de langue Mongole à la frontière Nord de la Chine de la fin du IVe siècle jusqu'à la fin du VIe siècle. Ils contrôlaient la région de Mongolie à partir de la frontière Mandchoue jusqu'à Turpan et, peut-être, de la côte Est du Lac Balkhach, et de l'Orkhon jusqu'à la Chine proprement dite.

### Göktürks

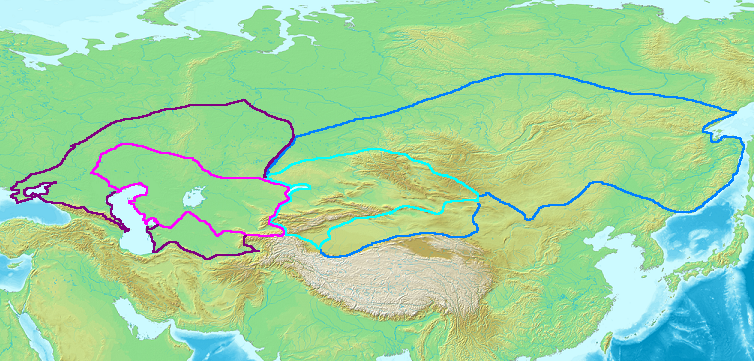
Gökturk khaganates à leur hauteur, vers 600 :
Göktürk occidental: La zone plus claire est le règne directe, les zones plus sombres montrent la sphère d'influence. Gokturk oriental: La zone plus claire est le règne directe, les zones plus sombres montrent la sphère d'influence.

Le Göktürks ou Kök-Türks étaient un peuple Turcophone d'Asie du Nord et d'Asie centrale et du nord-ouest de la Chine. Sous la direction de Bumin Khan et son fils, ils ont établi le premier état Türk connu autour de 546, prenant la place de l'ancienne Xiongnu comme principale puissance de la région. Ils sont les premières tribus Turcs d'utiliser le nom « Türk » comme nom politique. L'Empire est scindé en une partie occidentale et une partie orientale autour de 600, fusionné à nouveau en 680, et décline vers 734.

### Ouïghours

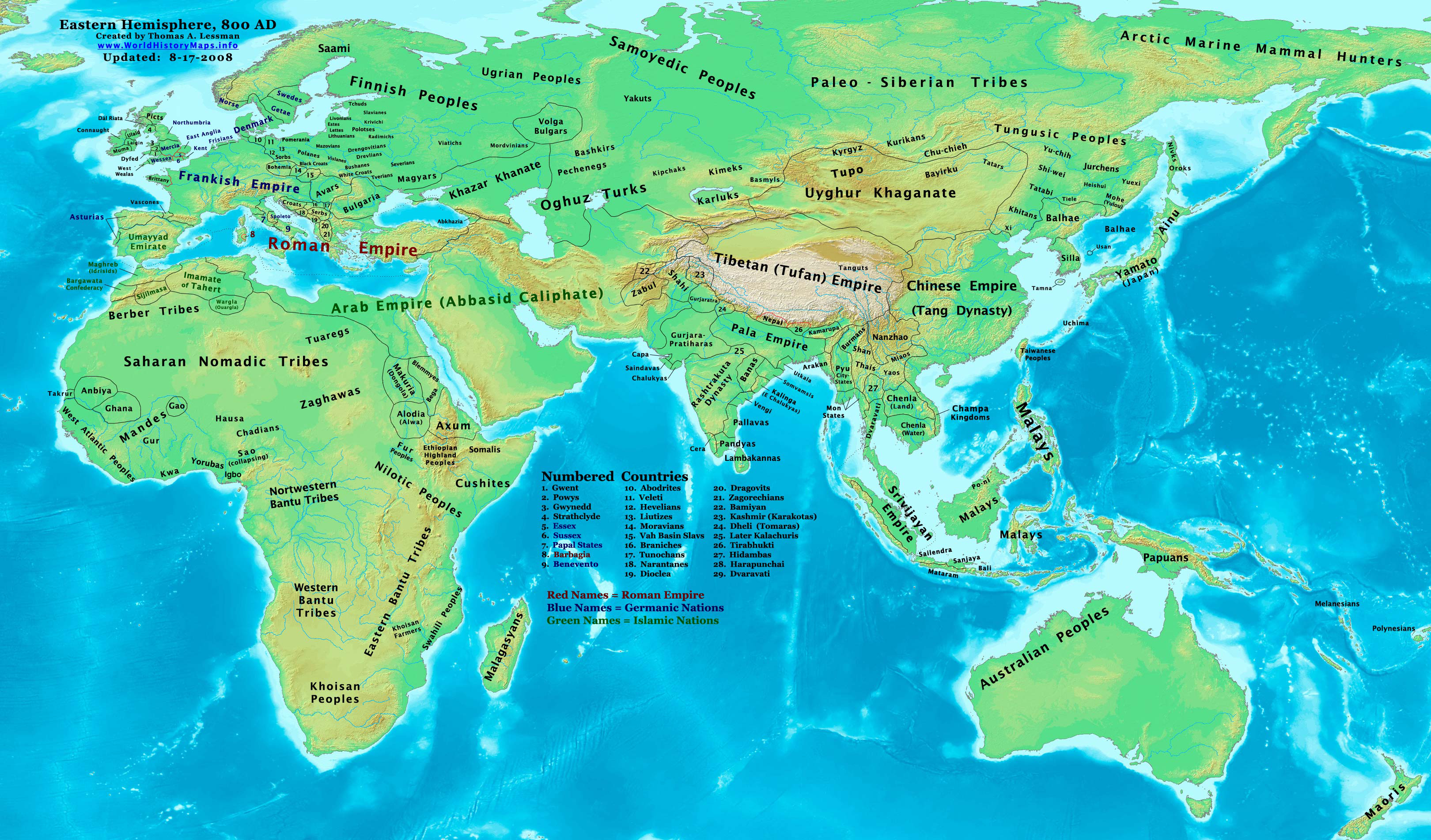
L'Asie en 800, montrant les Ouïghours Khanat et ses voisins.

L'Empire ouïghour est un empire Turc qui a existé dans l'actuelle Mongolie et les régions avoisinantes pour environ un siècle, entre le milieu des VIIIe et IXe siècles. C'était une confédération de tribus dominé par la noblesse Orkhon Ouïghours. Il a été établi par Kutlug I Bilge Kagan en 744, profitant d'une vacance de pouvoir dans la région après la chute de l'Empire Gökturk. Il s'est effondré après une invasion Kirghize en 840.

## Moyen Âge

### Empire Mongol

L'expansion de l'Empire mongol.

L'Empire mongol était à son apogée le plus grand empire de terres contiguës dans l'histoire, avec une population estimée à plus de 100 millions de personnes. L'Empire mongol a été fondé par Gengis Khan en 1206, et à son apogée, il englobe la majorité des territoires d'Asie du Sud-Est et d'Europe de l'Est.
Après l'unification des tribus turco-mongoles, l'Empire étend ses conquêtes sur tout le continent eurasiatique. Au cours de son existence, la Pax Mongolica facilite les échanges culturels et les échanges sur la Route de la Soie entre l'Orient, l'Occident et le Moyen-Orient dans la période des XIIIe et XIVe siècles. À son apogée, il a considérablement facilité la communication et le commerce à travers l'Asie,.
Après la mort du Khan Möngke, en 1259, l'empire divisé en quatre parties (dynastie Yuan, Ilkhanides, Khanat de Djaghataï et Horde d'or), chacune gouvernées par son propres Khan, bien que les dirigeants Yuan avaient le titre de Khagan. Après la désintégration des khanats de l'ouest et la chute de la dynastie Yuan en Chine, en 1368, l'Empire finalement s'effondre.

### Empire timuride

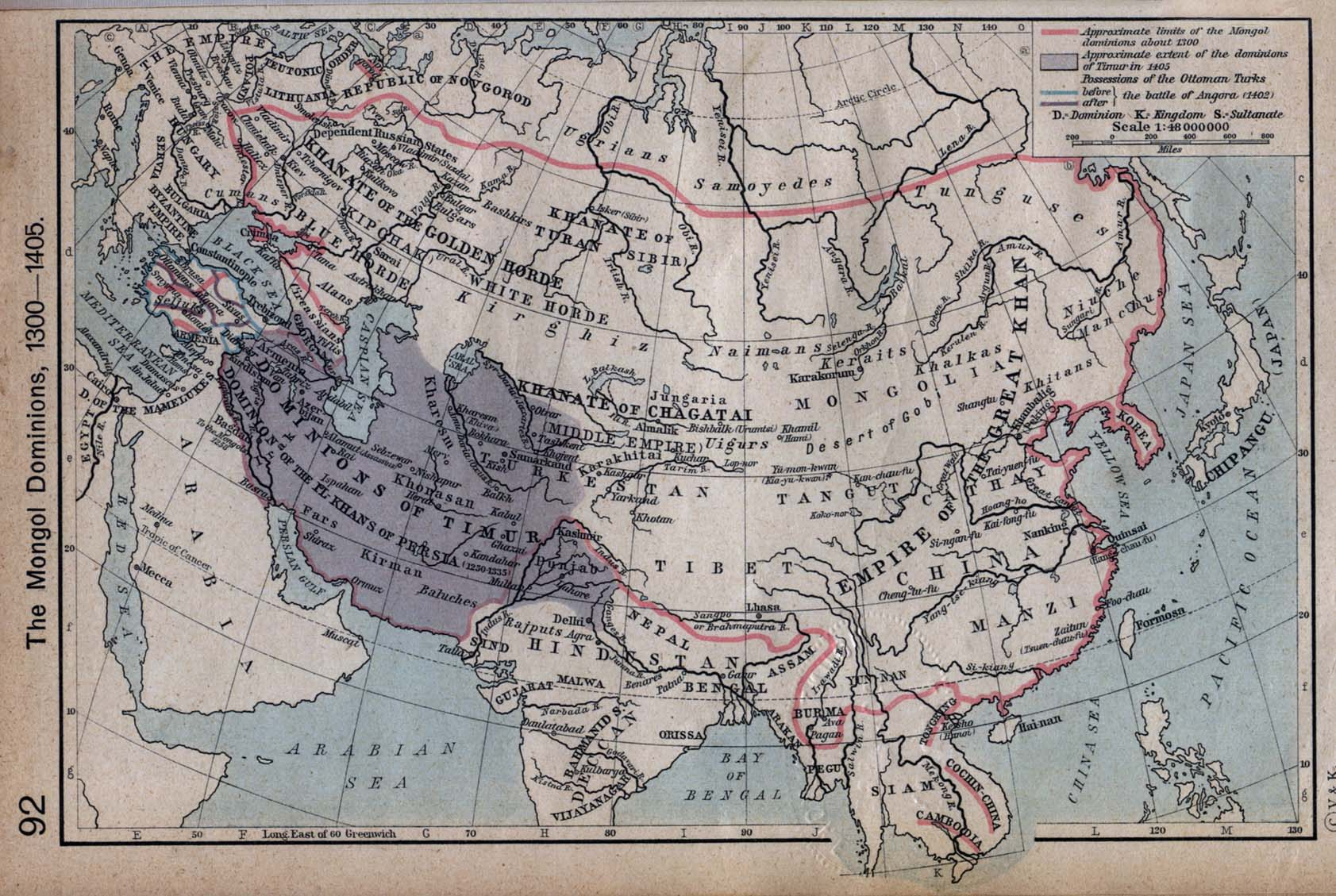
Timouride continental carte.

Les Timurides, auto-désigné Gurkānī, est une dynastie Turco-Mongole établie par Timur en 1370, et qui se maintient jusqu'en 1506. À son apogée, l'Empire Timouride inclus l'ensemble de l'Asie centrale, l'Iran et moderne de l'Afghanistan, ainsi que de grandes parties de la Mésopotamie et le Caucase.

## Les khanats mongols
Plus tard, les khanats mongols comme la dynastie Yuan du Nord basée en Mongolie et le Khanat dzoungar basé dans le Xinjiang ont également été des empires nomades. Juste après la chute de la dynastie Yuan en 1368, la dynastie Ming qui lui succède, établie par les Chinois Han reconstruisent la Grande Muraille, qui avait été entreprise plusieurs siècles plus tôt pour garder à distance les nomades du nord de la Chine. Pendant les siècles suivants, les Mongols, qui se sont implantés en Mongolie en tant que dynastie des Yuan du Nord, poursuivent leur mode de vie indépendant autant que possible. D'autre part, les Dzoungars, une confédération de plusieurs tribus oirat, forment et entretiennent, les derniers archers à cheval de l'empire à partir du début du XVIIe siècle jusqu'au milieu du XVIIIe siècle. Le XVIIe siècle les voit contrer Altan Khan des Khalkha, le Jasaghtu Khan et leurs mécènes Mandchous pour la domination et le contrôle sur le peuple mongol et ses territoires. En 1756, ce dernier peuple nomade est dissout en raison des luttes et guerres de succession coûteuses des princes Oirat avec la dynastie Qing.

## Idées reçues
La dynastie Qing est, à tort considérée comme un empire nomade par ceux qui pensent, à tort, que les Mandchous étaient un peuple nomade,,. Ils ont été des agriculteurs sédentaires qui vivaient dans des villages fixes, cultivaient les plantes, pratiquaient la chasse et le tir à l'arc.
Les Sushen utilisent des flèches en bois à pointe de silex, pratiquent l'élevage, la chasse, la pêche, et vivent dans les grottes et les arbres Les cognats Sushen ou Jichen (稷真) apparaissent encore dans le Shanhaijing et Livre des Wei au cours de l'ère dynastique se référant à la tribu Toungouse Mohe de l'extrême nord-est. Les Mohes apprécient manger du porc, pratiquer l'élevage porcin extensif, et sont principalement sédentaire. ils utilisent à la fois les peaux de porc et de chien pour en faire des manteaux. Ils sont principalement des agriculteurs et font cultivent le soja, le blé, le millet et le riz, en plus de chasser.
Les Jurchens sont des agriculteurs sédentaires, pratiquant une agriculture de pointe. Ils cultivent des céréales et le mil, comme leurs propres céréales de culture, le lin, et élèvent bœufs, porcs, moutons et chevaux. Leur mode de vie agricole est très différent du mode pastoral nomade des Mongols et des Khitans dans les steppes,. Tout au plus, les Jurchens pourraient être décrit comme « semi-nomades », alors que la majorité d'entre eux est sédentaire.
Le mode de vie mandchou est décrit comme agricole, cultivant et élevant des animaux dans des exploitations agricoles. Les Mandchous pratiquent une agriculture sur brûlis dans les zones au nord de Shenyang. Les Haixi Jurchens ont été « semi-agricole », le Jianzhou Jurchens et Maolian (毛怜) Jurchens étaient sédentaires, tandis que la chasse et de la pêche a été le mode de vie des Jurchens libres. La société Han Chinois ressemblait à celle des sédentaires, Jianzhou et Maolian, qui étaient des agriculteurs. La chasse, le tir à l'arc à dos de cheval, l'équitation, l'élevage et l'agriculture sédentaire sont tous pratiqués par le Jianzhou Jurchens comme faisant partie de leur culture. En dépit du fait que les Mandchous ont pratiqué le tir à l'arc à dos de cheval et l'équitation, les progéniteurs mandchous immédiats ont pratiqué une agriculture sédentaire. Bien que les Mandchous ont également pris part à la chasse, ils étaient sédentaires. Leur principal mode de production est l'agriculture alors qu'ils vivent dans des villages, des forts, et les villes entourés de murs. L'agriculture est pratiquée par leurs prédécesseurs Jurchen Jin,.

« “建州毛怜则渤海大氏遗孽，乐住种，善缉纺，饮食服用，皆如华人，自长白山迤南，可拊而治也。" "(Les gens de) Chien-chou et Mao-lin [YLSL lit toujours Mao-lien] sont les descendants de la famille Ta de Po-hai. Ils aiment être sédentaires et semer, et ils sont qualifiés dans la filature et le tissage. Quant à la nourriture, les vêtements et les ustensiles, ils sont les mêmes que ceux utilisés par les Chinois. (Ceux qui vivent) au sud de la montagne Ch'ang-pai sont aptes à être apaisés et gouvernés."
Dans 据魏焕《皇明九边考》卷二《辽东镇边夷考》 Traduit des relations Sino-J̌ürčed durant la période Yung-Lo, 1403–1424 par Henry Serruys »

Pour des raisons politiques, le chef Jurchen Nurhaci choisit de diverses façons de souligner les différences ou similitudes dans ce modes de vie avec celui des autres peuples, comme les Mongols. Nurhaci dit aux Mongols que « Les langues des Chinois et des Coréens sont différentes, mais leurs vêtements et de mode de vie est identique. C'est la même chose avec nous les Mandchous (Jušen) et les Mongols. Nos langues sont différentes, mais nos vêtements et mode de vie sont les mêmes ». Plus tard, Nurhaci indique que le lien avec les Mongols n'est pas basé sur n'importe quel réel partage de la culture. C'est pour des raisons pragmatiques de mutuel « opportunisme », lorsque Nurhaci dit aux Mongols : « Vous, les Mongols vous faites de l'élevage, mangez de la viande et portez des peaux. Mon peuple laboure la terre et en mange le grain. Nous deux ne formons pas un pays, et nous avons différentes langues ».

### En français
- Arnaud Blin, Les conquérants de la steppe, d'Attila au Khanat de Crimée, Ve – XVIIIe siècle, Paris, Passés Composés, 2021, 370 p.  (ISBN 978-2-37933-111-4)
- René Grousset, L'Empire des steppes : Attila, Gengis-Khan, Tamerlan, Paris, Payot, rééd. 2001  (ISBN 978-2-22888-130-2)

### En anglais
- (en) Thomas T. Allsen, Culture and conquest in Mongol Eurasia, Cambridge, Cambridge University Press, coll. « Cambridge studies in Islamic civilization », 2001, 264 p. (ISBN 978-0-521-80335-9, OCLC 875075278, lire en ligne), p. 211
- (en) Barbara A. West, Encyclopedia of the Peoples of Asia and Oceania, vol. 3, New York, Facts On File, 2009 (ISBN 978-0-8160-7109-8, OCLC 191090483)
- (en) Reuven Amitai et Michal Biran, Mongols, Turks, and others : Eurasian nomads and the sedentary world (Brill's Inner Asian Library, 11), Leyde, Brill, 2005, 550 p. (ISBN 90-04-14096-4)
- (en) Robert Drews (en), Early riders : The beginnings of mounted warfare in Asia and Europe, New York, Routledge, 2004 (ISBN 0-415-32624-9)
- (en) Erik Hildinger, Warriors of the steppe : A military history of Central Asia, 500 B.C. to A.D. 1700, New York, Sarpedon Publishers, 1997 (ISBN 978-1-885119-43-8, OCLC 37044066) (Couverture dure,  (ISBN 1-885119-43-7)). réédition en 2001, Cambridge, MA: Da Capo Press (couverture souple,  (ISBN 0-306-81065-4)).
- (en) Н.Н. Крадин (ru), « Nomadic Empires: Origins, Rise, Decline », Nomadic Pathways in Social Evolution, Moscou, Centre pour les études civilisationnelles, Académie des sciences de Russie,‎ 2003, p. 73–87 (lire en ligne).
- (ru) Н.Н. Крадин (ru), Кочевники внутренней Азии в развитии (Nomades d'Asie centrale en transition), Moscou, (URSS), Красанд,‎ 2014 (ISBN 978-5-396-00632-4, OCLC 897445188).
- (en) René Grousset (trad. Naomi Walford), The Empire of the Steppes : a History of Central Asia, New Brunswick, NJ, Rutgers University Press, 1970, traduction de L’Empire des steppes de René Grousset :
René Grousset, L’Empire des steppes, Attila, Gengis-Khan, Tamerlan, Paris, Éditions Payot, 1965, 4e éd., 620 p. (lire en ligne)